# 1977-es magyar teniszbajnokság
Az 1977-es magyar teniszbajnokság a hetvennyolcadik magyar bajnokság volt. A bajnokságot szeptember 18. és 25. között rendezték meg Budapesten, a Dózsa margitszigeti teniszstadionjában.

## Eredmények
| Versenyszám  | Arany                                        | Arany | Ezüst                                              | Ezüst | Bronz                                                                                                  | Bronz |
| ------------ | -------------------------------------------- | ----- | -------------------------------------------------- | ----- | --- | ----- |
| Férfi egyéni | Benyik János Újpesti Dózsa                   |       | Varga Géza Újpesti Dózsa                           |       | Taróczy Balázs Vasas SC                                                                                |       |
| Női egyéni   | Németh Anna BSE                              |       | Szabó Éva Vasas SC                                 |       | Rózsavölgyi Éva Újpesti Dózsa                                                                          |       |
| Férfi páros  | Taróczy Balázs, Szőke Péter Vasas SC, MTK-VM |       | Machán Róbert, Szőcsik András NIM SE, MTK-VM       |       | Baranyi Szabolcs, Benyik János Újpesti DózsaCsoknyai Bertalan, Varga Géza Bp. Spartacus, Újpesti Dózsa |       |
| Női páros    | Gráczol Ágnes, Fagyas Katalin Vasas SC       |       | Szabó Éva, Lakingerné Szörényi Judit Vasas SC, BSE |       | Fodor Klára, Németh Anna BSERózsavölgyi Éva, Turi Zsuzsa Újpesti Dózsa, Eger SE                        |       |
| Vegyes páros | Machán Róbert, Szabó Éva NIM SE, Vasas SC    |       | Benyik János, Rózsavölgyi Éva Újpesti Dózsa        |       | György Károly, Lakingerné Szörényi Judit BSELukács Gábor, Permay Eszter MTK-VM, Eger SE                |       |